# Ray Henderson
Ray Henderson (né Raymond Brost le 1er décembre 1896 et mort le 31 décembre 1970) est un auteur-compositeur américain.